# 3. HNL – Sjever – Skupina A 1992.
3. HNL – Sjever – Skupina A je bila jedna od dvije skupine"3. HNL – Sjever" u sezoni 1992. Sudjelovalo je osam klubova, a prvak skupine je bila momčad "Bjelovara". 
 Liga je igrana u proljeće 1992. godine. 

## Ljestvica
| mj. | klub.                 | ut. | pob. | ner. | por. | gol+ | gol- | bod |                 |
| --- | --------------------- | --- | ---- | ---- | ---- | ---- | ---- | --- | --------------- |
| 1.  | Bjelovar              | 14  | 10   | 2    | 2    | 37   | 13   | 22  | 2. HNL – Sjever |
| 2.  | VB Trnje Trnovec      | 14  | 10   | 2    | 2    | 30   | 8    | 22  | 3. HNL – Sjever |
| 3.  | Slaven Koprivnica     | 14  | 7    | 2    | 5    | 30   | 19   | 16  | 2. HNL – Sjever |
| 4.  | Budućnost Hodošan     | 14  | 7    | 2    | 5    | 23   | 21   | 16  | 3. HNL – Sjever |
| 5.  | ČSK Patrick Čakovec   | 14  | 5    | 2    | 7    | 20   | 24   | 12  | 2. HNL – Sjever |
| 6.  | Čelik Križevci        | 14  | 4    | 4    | 6    | 16   | 25   | 12  | 3. HNL – Sjever |
| 7.  | PIK Mladost Suhopolje | 14  | 2    | 4    | 8    | 14   | 36   | 8   | 3. HNL – Sjever |
| 8.  | Podravina Ludbreg     | 14  | 1    | 2    | 11   | 12   | 36   | 4   | 3. HNL – Sjever |

- "ČSK Patrick" iz Čakovca započeo natjecanje pod nazivom "MTČ".

## Rezultatska križaljka
| kratica | klub                  | BJE | BUD | ČEL | ČSKP | PIKM | POD | SLA | VBT |
| --- | --------------------- | --- | --- | --- | ---- | ---- | --- | --- | --- |
| BJE | Bjelovar              |     |     |     |      |      |     |     |     |
| BUD | Budućnost Hodošan     |     |     |     |      |      |     |     |     |
| ČEL | Čelik Križevci        |     |     |     |      |      |     |     |     |
| ČSKP | ČSK Patrick Čakovec   |     |     |     |      |      |     |     |     |
| PIKM | PIK Mladost Suhopolje |     |     |     |      |      |     |     |     |
| POD | Podravina Ludbreg     |     |     |     |      |      |     |     |     |
| SLA | Slaven Koprivnica     |     |     |     |      |      |     |     | 3:0 |
| VBT | VB Trnje Trnovec      |     |     |     |      |      |     |     |     |
| |                       |     |     |     |      |      |     |     |     |
| podebljan rezultat – utakmice od 1. do 7. kola (1. utakmica između klubova) rezultat normalne debljine – utakmice od 8. do 14. kola (2. utakmica između klubova) rezultat nakošen – nije vidljiv redoslijed odigravanja međusobnih utakmica iz dostupnih izvora rezultat nakošen i smanjen * – iz dostupnih izvora nije uočljiv domaćin susreta prekrižen rezultat – poništena ili brisana utakmica p – utakmica prekinuta 3:0 p.f. / 0:3 p.f. – rezultat 3:0 bez borbe |                       |     |     |     |      |      |     |     |     |

 Izvori: 

## Doigravanje
Doigravanje za prvaka
| 31. svibnja 1992. |  | Vrapče Zagreb – Bjelovar |  | 4:0 |  |
| 6. lipnja 1992.   |  | Bjelovar – Vrapče Zagreb |  | 2:2 |  |

"Vrapče" iz Zagreba pobjednik 3. HNL – Sjever
Doigravanje za 3. mjesto
| 31. svibnja 1992. |  | Dubrava Zagreb – VB Trnje Trnovec |  | 4:1 |  |
| 6. lipnja 1992.   |  | VB Trnje Trnovec – Dubrava Zagreb |  | 0:0 |  |

"Dubrava" iz Zagreba osvojila 3. mjesto

## Unutrašnje poveznice
- 3. HNL – Sjever
- 3. HNL – Sjever 1992.
- 3. HNL – Sjever – Skupina B 1992.
- 3. HNL 1992.
- 3. HNL – Zapad 1992.
- 2. HNL 1992.